# Ecdisias
Ecdisias era la fiesta establecida en honor de Latona. Se celebraba en Feste, ciudad de Grecia.
Uu ciudadano de esta ciudad llamado Lampro, hijo de Landion, casó con Galatea, hija de Euritio. Lampro cuya fortuna no correspondía a la nobleza, ordenó a su mujer, entonces en cinta, que hiciese perecer el infante si fuese niña. En su ausencia parió su mujer una hija, que presentó a su marido bajo el nombre de Leucipo y vestida de niño; mas temiendo ver descubierto su secreto, se fue al templo de Latona con su hija y rogó a la diosa que tuviese a bien transformarla en niño. Su súplica fue escuchada y en memoria de este prodigio los Festios le consagraron una fiesta que llamaron Phylia del verbo phyein, nasci, porque Leucipo había en cierto modo vuelto a nacer y Ecdysia del verbo ecdyein, exuere, porque había dejado los vestidos de un sexo para ponerse los del otro. 